# Г. Ст. Раковски (стадион, Раковски)
Стадион „Г.Ст. Раковски“ е клубният стадион на ФК „Раковски“, град Раковски.
Намира се между кварталите Генерал Николаево и Секирово в района на кв. „Нов център“ в град Раковски.

## История
През 1948 г. в село Генерал Николаево се създава първото физкултурно дружество „Урожай“, с което започват да се провеждат организирани лекоатлетически кросове и футболни мачове. През 1954 г. дружеството е републикански първенец на Втората републиканска селска спартакиади. По-късно и женският волейболен три пъти печели званието „републикански селски първенец“. Успехите на дружеството довеждат до изграждане на спортна материална база..
Още през 1950 г. се очертава футболно игрище на равен терен в местността „Бруклийка“ на юг от болницата, успоредно на шосето Пловдив-Брезово. Стадионът в село Генерал Николаево е построен в средата на 50-те на площ от 32 200 кв. м. с двуетажна сграда за физкултурни нужди и трибуна. Той е с капацитет от 3000 места. Строителният техник италианецът Марио Тоскани е технически ръководител на строежа.
Стадионът е официално открит през декември 1956 г. от Тодор Живков – първи секретар на ЦК на БКП и от секретаря на партията Борис Тасков. Комплексът е включвал и хиподрум, който остава неизползван и по-късно теренът му е изравнен. Стадионът носи името на загиналия партизанин от Генерал Николаево – Иван Станков – „Дибенко“.
Стадионът е бил клубен стадион на отборите „Дибенко“ от 1957 г. и на футболен клуб „Легия“ от 1985 г. След 1989 г. стадионът носи името „Г.Ст. Раковски“. От 2001 г. на него срещите си играе ФК „Раковски“, който през 2011 г. след обединението си с „Марица 1921“ (до 2018 г.) носи името „Раковски 2011“. През 2009 г. е направено предложение стадионът да носи името на един от кметовете на града – Франц Коков, основател и организатор на международния детски футболен турнир „Обединени от футбола“, но предложението не е прието от общинските съветници.
През 2012 г. са монтирани осветление на стадиона и климатична система в съблекалните.